# Anisakis rosmari
Anisakis rosmari is een rondwormensoort uit de familie van de Anisakidae. De wetenschappelijke naam van de soort is voor het eerst geldig gepubliceerd in 1916 door Baylis.